# Desembocadura del torrent de Santes Creus
La desembocadura del torrent de Santes Creus forma dos estanys d'inundació permanent separats per una franja de terra que s'inunda en períodes plujosos. L'espai ocupa unes 3,1 ha de superfície.
Les aigües dels estanys són d'origen freàtic però per infiltracions d'aigua marina i per llevantades, aquestes presenten un cert grau de salinitat variable al llarg de l'any.
Els estanys permeten l'assentament de comunitats helofítiques com els canyissars, i fins i tot halòfiles com la jonquera amb plantatge crassifoli (hàbitat d'interès comunitari, codi 1410) o les comunitats de limòniums i donzell marí (hàbitat d'interès comunitari, codi 1420). Sota les aigües de les llacunes (hàbitat d'interès comunitari prioritari, codi 1150) hi creixen macròfits com Potamogeton pectinatus i Ruppia cirrhosa. El Potamogeton prefereix sediments tous amb un alt contingut de matèria orgànica i creix a força fondària. En canvi, Ruppia s'adapta molt bé a les fluctuacions de temperatura i salinitat i es desenvolupa millor pels marges de la llacuna. Així mateix, aquest espai constitueix l'única localitat catalana on s'han trobat les espècies d'algues cloròfites Chara baltica i Lamprothamnium papulosum.
Pel que fa a la fauna, resulta destacable la presència d'un tenebriònid (el grup dels escarabats negres) endèmic, Dendarus schusteri. Igualment cal fer esment que en aquest espai es localitza una de les millors poblacions catalanes de samaruc (Valencia hispanica). De fet, es tracta de la població mare que s'utilitza per a la cria en captivitat a les instal·lacions del Parc Natural del Delta de l'Ebre. Altres espècies de peixos que també s'hi localitzen són el joell (Atherina boyeri), la llisa llobarrera (Mugil cephalus) o el gòbit de sorra com Potamochistops microps.
L'Ajuntament de l'Ametlla de Mar va rebre una subvenció del Departament de Medi Ambient per a ordenar els usos socials de l'espai, amb la instal·lació de plafons informatius, d'una passera de fusta i de tanques per a canalitzar el flux de visitants. La presència però d'un càmping en el mateix espai del PEIN, i a tocar de la desembocadura, suposa una font de problemes permanents (sobrefreqüentació de l'espai, allunyament de la fauna, deixalles, trepig i banalització d'algunes comunitats vegetals, etc). A l'estiu tota aquesta problemàtica es veu notablement agreujada.
La desembocadura del torrent de Santes Creus forma part de l'espai del PEIN "Cap de Santes Creus" i també es troba inclosa dins de la Xarxa Natura 2000 ES5140001 "Litoral meridional tarragoní".